# Bugatti Type 101
O Bugatti Type 101 foi um automóvel produzido pela Bugatti de 1951 até 1956. Com o objetivo de restaurar a produção após a Segunda Guerra Mundial e as mortes do fundador da empresa Ettore Bugatti e seu filho Jean Bugatti. O Type 101 foi desenvolvido, e foi com base no veículo do pré-guerra  Bugatti Type 57. Somente sete chassis foram construídos antes da produção ser encerrada em 1956; estes chassis foram desenvolvidos por quatro encarroçadoras diferentes: Gangloff, Guilloré, Antem e Ghia, a última foi assinada pelo designer Virgil Exner.